# Claudia Colla
Claudia Colla (morte en 1611) était une des maîtresses du duc de Parme Ranuce Ier qui la fit condamner à mort pour sorcellerie.

## Biographie
Claudia Colla appartenait à la classe des marchands parmesans. Elle devient la maîtresse du duc Ranuccio I Farnese. En 1599, le duc épouse Marguerite Aldobrandini, nièce du pape Clément VIII. Après une décennie de mariage sans enfant, Ranuccio accusa Claudia Colla et sa mère Elena d'avoir empêché le couple ducal d'avoir une descendance en usant de sorcellerie. L’accusation de sorcellerie était inhabituelle pour des personnes de leur condition sociale. Les deux femmes sont jugées coupables et condamnées à être brûlées,.